# Aspergillus parasiticus
Aspergillus parasiticus es un moho conocido por producir aflatoxina, aunque hay razas que no producen ese carcinógeno. A veces aparece en olivas negras.
Pertenece al género Aspergillus. Esta especie es un moho saprofito no especializado, que se encuentra principalmente al aire libre en zonas de suelo rico en material vegetal en descomposición, así como en instalaciones de almacenamiento de granos secos.  A menudo se confunde con la especie estrechamente relacionada, A. flavus, A. parasiticus tiene diferencias morfológicas y moleculares definidas. El estrés ambiental puede aumentar la producción de aflatoxina por parte del hongo, lo que puede ocurrir cuando el hongo crece en plantas que se dañan debido a la exposición a condiciones climáticas adversas, durante la sequía, por insectos o por aves. En los seres humanos, la exposición a las toxinas del A. parasiticus puede causar un retraso en el desarrollo de los niños y producir graves enfermedades hepáticas y/o carcinoma hepático en los adultos. El hongo también puede causar la infección conocida como aspergilosis en los seres humanos y otros animales. A. parasiticus es de importancia agrícola debido a su capacidad de causar enfermedades en el maíz, el cacahuete y la semilla de algodón.